# فيل شارب (لاعب كرة قدم)
فيل شارب (بالإنجليزية: Phil Sharpe)‏ هو مدرب كرة قدم ولاعب كرة قدم بريطاني، ولد في 26 يناير 1968. لعب مع نادي دونكاستر روفرز ونادي هاليفاكس تاون.